# Willunga
Willunga (2 416 habitants) est une ville située à 47 kilomètres au sud d'Adélaïde, la capitale de l'État d'Australie-Méridionale. Elle fait partie de la zone d'administration locale de la ville d'Onkaparinga.
L'origine du nom de Willunga vient du terme aborigène willangga qui signifie soit « le lieu des arbres verts », soit « le canard noir ».
La ville a été créée en 1840 par Edward Moore. Le commerce de l'ardoise vaut à la ville une réputation dans tout le pays, avant d'être abandonnée dans les années 1890, remplacée par la culture des céréales. Aujourd'hui la ville est principalement connue pour sa production d'amandiers. D'ailleurs chaque année est fêté le Almond Blossom Festival, une célébration de l'amande.
Depuis 1999, la ville accueille l'étape-reine du Tour Down Under avec une arrivée sur la colline qui domine la ville, Willunga Hill.